# Tertullian (Jurist)
Tertullian (fl. um 200 n. Chr.) war ein römischer Jurist zur Zeit der Severer. Einige seiner Werke sind in den Digesten im Rahmen des Corpus Iuris Civilis überliefert. In der Forschungsgeschichte wird vor allem eine Identität mit dem christlichen Schriftsteller Tertullian diskutiert.

## Leben
Über das Leben des Tertullian ist kaum etwas bekannt. Er war wohl während der Severerzeit tätig. Timothy D. Barnes legt nahe, da Ulpian ihn in einem Fragment nutzt, um eine Meinung des Pomponius zu zitieren, dass er wohl ein Schüler des Pomponius gewesen sein könnte und daher auf jeden Fall nicht vor 155 n. Chr. geboren sein könne. Von ihm sind zwei Werke bekannt (Quaestiones und De castrensi peculio), von denen fünf Fragmente in den Digesten Justinians I. überliefert worden sind. Die Quaestiones hatten mindestens acht Bücher. Im Codex Iustinianus wird er als „Interpret des alten Rechts“ (iuris antiqui interpres) bezeichnet. Eine Auflistung seiner gesammelten Fragmente findet sich in Otto Lenels Palingenesia Juris Civilis.
Sein Werk De castrensi peculio beschäftigt sich mit dem castrense peculium, einem Rechtsinstitut, das Augustus geschaffen hatte. Danach konnte ein römischer Soldat, der Haussohn war, über gewisse von ihm erworbene Sachen vergleichbar mit anderen peculia verfügen. In zwei von ihm überlieferten Fragmenten geht es um die Wirksamkeit von Testamenten, in einem um die Frage, was bei Geisteskrankheit des Soldaten passiert und in dem vierten, inwieweit dieses Privileg im Bezug zu familienrechtlichen Regelungen steht. In den aus seinen Quaestiones überlieferten Fragmenten beschäftigt sich Tertullian nur mit familienrechtlichen Fragestellungen.
Aufgrund einer Schilderung des spätantiken Historikers Eusebius von Caesarea wurde eine Identität des Juristen mit dem christlichen Schriftsteller Tertullian nicht ausgeschlossen. Unter den Forschern, die eine Identität annahmen, war unter anderem der Kirchenhistoriker Adolf Harnack. Diese Annahme wird aber in moderner Literatur als unwahrscheinlich angesehen und im Allgemeinen abgelehnt. Timothy D. Barnes argumentiert in seinem Werk vehement dagegen. So sei Eusebius aufgrund eines Fehlers bei der Übersetzung des Apologeticum Tertullians fälschlich davon ausgegangen, dass dieses vor dem Senat gehalten worden war. Auch sei es üblich gewesen, frühen Christen einen höheren gesellschaftlichen Stand nachzusagen, als sie eigentlich gehabt haben und da Eusebius Tertullian in einer rechtlichen Frage zitiere, sei es für ihn besser, wenn dieser auch ein Jurist gewesen sei. Ferner seien die römischen Juristen eine der Gruppen gewesen, die am längsten am alten traditionellen System (mos maiorum) festgehalten hätten und es sei daher unwahrscheinlich, dass eines ihrer Mitglieder Christ und dann, wie er vermutet, auch noch Schüler des Pomponius gewesen sei. Detlef Liebs identifiziert den Juristen aber noch im 2024 erschienenen Handbuch des Römischen Privatrechts mit dem christlichen Autor. In einem früheren Beitrag merkt Liebs an, dass Tertullian in seinen Werken eine solche Vertrautheit mit juristischen Begriffen zeige, die von jemandem, der nur geringe Kenntnisse des Rechts habe, „unvorstellbar“ sei. Zwar hatte der christliche Schriftsteller aufgrund seiner rhetorischen Ausbildung eine gute Kenntnis des römischen Rechts, einen Beleg dafür, dass er Rechtsberatung betrieben hat, wie der Autor der Quaestiones, die in den Digesten zitiert sind, gibt es aber nicht.